# Laura Glauser
Laura Glauser (født 20. august 1993 i Besançon, Frankrig) er en kvindelig fransk håndboldspiller, som spiller for rumænske CSM București  og Frankrigs kvindehåndboldlandshold.